# Sinister Squad
Pour plus de détails, voir Fiche technique et Distribution.
Sinister Squad est un film fantastique et d'action américain, écrit et réalisé par Jeremy M. Inman, sorti en 2016. Le film met en vedette Christina Licciardi, Johnny Rey Diaz, Trae Ireland. C'est un spin-off de la série de films Avengers Grimm et un mockbuster de Suicide Squad (2016) et de la série télévisée de ABC Once Upon a Time. Le film, produit par The Asylum, remplace les méchants du film grand public par des personnages de contes de fées.

## Synopsis
Quand un culte surnaturel violent, connu sous le nom de Messagers de la Mort, règne sur Terre, une équipe de méchants malveillants est contrainte de se battre dans le monde moderne, mais ces méchants doivent apprendre à garder leur vraie méchanceté à distance s'ils veulent avoir une chance de liberté.
Après que les Messagers de la Mort soient entrés dans son monde à cause du miroir magique brisé, Alice et les autres personnages de son aventure De l'autre côté du miroir obtiennent l'aide de méchants infâmes pour aider à empêcher la Mort d’obtenir un corps humain et de l’utiliser pour prendre le contrôle de la Terre.

## Distribution
- Christina Licciardi : Alice
- Johnny Rey Diaz : Rumpelstiltskin
- Trae Ireland : Barbe-Bleue
- Nick Principe : La Mort[1]
- Lindsay Sawyer : Boucle d'or
- Talia A Davis : Gelda
- Isaac Reyes : Piper
- Fiona Rene : Carabosse
- Joseph Michael Harris : Le Grand Méchant Loup
- Randall Yarbrough : le Chapelier
- Aaron Moses : Tweedledee[3] et Tweedledum[2]

## Sortie
Le film est sorti le 5 juillet 2016 aux États-Unis.

## Accueil

### Réception critique
Le site web Moira a donné au film la moitié d'une étoile, déclarant que le film atteint un « niveau où c’est quasi-impossible de le visionner ». Le site de Kim Newman a trouvé le film pire que Suicide Quad, déclarant qu’il avait « des valeurs de production au niveau du porno et des performances fulgurantes, sauvages, trop insistantes même dans ce contexte ». et note que les personnages du film ont souvent peu de ressemblance avec leurs origines de livre d’histoires, comme Boucle d'or portant un pistolet. Le site Web Other View a trouvé que l’idée de regrouper les pires méchants de l’histoire des contes de fées est une idée géniale, l’exécution de cette idée a été très mal faite, ce qui a donné un score de zéro. Bubbawheat sur Flights, Tights, and Movie Nights était plus gentil avec le film, déclarant que « je ne dirai pas que je suis tombé amoureux de ce film, mais je ne suis pas déçu de l’avoir regardé ».
Rotten Tomatoes lui a donné le score d'audience de 17%.